# Boston-Marathon 1999
Der Boston-Marathon 1999 war die 103. Ausgabe der jährlich stattfindenden Laufveranstaltung in Boston, Vereinigte Staaten. Der Marathon fand am 19. April 1999 statt.
Bei den Männern gewann Joseph Chebet in 2:09:52 h und bei den Frauen Fatuma Roba in 2:23:25 h.

## Ergebnisse

### Männer
| Platz | Athlet           | Land       | Zeit (h) |
| ----- | ---------------- | ---------- | -------- |
| 01    | Joseph Chebet    | Kenia      | 2:09:52  |
| 02    | Silvio Guerra    | Ecuador    | 2:10:19  |
| 03    | Frank Pooe       | Südafrika  | 2:11:36  |
| 04    | Abner Chipu      | Südafrika  | 2:12:46  |
| 05    | John Kagwe       | Kenia      | 2:13:58  |
| 06    | Peter Githuka    | Kenia      | 2:14:04  |
| 07    | Andrey Kuznetsov | Russland   | 2:14:20  |
| 08    | Jose Luis Molina | Costa Rica | 2:14:27  |
| 09    | Ruben Maza       | Venezuela  | 2:14:41  |
| 10    | Julius Ondieki   | Kenia      | 2:15:28  |

### Frauen
| Platz | Athletin               | Land      | Zeit (h) |
| ----- | ---------------------- | --------- | -------- |
| 01    | Fatuma Roba            | Äthiopien | 2:23:25  |
| 02    | Franziska Rochat-Moser | Schweiz   | 2:25:51  |
| 03    | Yūko Arimori           | Japan     | 2:26:39  |
| 04    | Colleen De Reuck       | Südafrika | 2:27:54  |
| 05    | Martha Tenorio         | Ecuador   | 2:27:58  |
| 06    | Catherine Ndereba      | Kenia     | 2:28:27  |
| 07    | Ljudmila Petrowa       | Russland  | 2:29:13  |
| 08    | Mitsuko Sugihara       | Japan     | 2:30:34  |
| 09    | Renata Paradowska      | Polen     | 2:31:41  |
| 10    | Anuța Cătună           | Rumänien  | 2:33:49  |